# ديك نانينغا
ديك نانينغا (بالهولندية: Dick Nanninga) مواليد 17 يناير 1949 في خرونينغن - الوفاة 21 يوليو 2015، كان لاعب كرة قدم هولندي كان يلعب كلاعب وسط. سبق له أن لعب في كأس العالم لكرة القدم مع منتخب بلاده.

## روابط خارجية
- ديك نانينغا على موقع الاتحاد الدولي (مؤرشف)  (الإنجليزية)
- ديك نانينغا على موقع الاتحاد الأوربي (الإنجليزية)
- ديك نانينغا على موقع قاعدة بيانات كرة القدم.إي يو (الإنجليزية)
- ديك نانينغا على موقع ناشيونال فوتبول تيمز (الإنجليزية)
- ديك نانينغا على موقع عالم كرة القدم.نت (الإنجليزية)